# مات برانسون
مات برانسون (بالإنجليزية: Matthew Brunson)‏ هو موسيقي أمريكي، ولد في 19 نوفمبر 1981.

## وصلات خارجية
- مات برانسون على موقع ميوزك برينز (الإنجليزية)